# Leende dansmusik 97
Leende dansmusik 97 är ett studioalbum från 1997 av det svenska dansbandet Matz Bladhs. Albumer placerade sig som högst på 55:e plats på den svenska albumlistan.

## Låtlista
1. Som en ros i ett regn (Yngve Johansson-Britt Nilsson)
2. Där de vita syrenerna blommar (Erik Skoog-Maritha Höglund-Paul Sahlin )
3. Guldet blev till sand (Benny Andersson -Björn Ulvaeus )
4. Mariann från Skrea strand (Paul Sahlin )
5. Den första dagen (Paul Sahlin )
6. Nu blommar rosorna igen (Lennart Dahlberg)
7. Förgätmigej (T.Gunnarsson-E.Lord)
8. Jag älskar dig ännu (Lasse Sigfridsson)
9. Våran grammofon (Heida Heick-Lars-Olf Karlsson)
10. Jag ska aldrig glömma dina ögon (Paul Sahlin )
11. Det finns blommor (Lasse Sigfridsson-Maritha Höglund)
12. Vi två (Stefan Cervin)
13. Golden Gate (Paul Sahlin -A.Brink)
14. Tillsammans genom gränden (Keith Almgren )

## Listplaceringar
| Lista (1997) | Topplacering |
| ------------ | ------------ |
| Sverige      | 55           |